# Prosopis caldenia
El caldén es una especie del Género Prosopis, autóctona de Argentina, de árboles leguminosos con espinas, de regiones templadas secas. Prospera en suelo arenoso y árido y resiste sequía, desarrollando un sistema radicular extremadamente profundo. Su madera es dura, densa y durable. Su fruto es una legumbre comestible, con mediana concentración de azúcar (se suele utilizar, lo mismo que las algarrobas, para alimentar ganados).
En el siglo XIX y aun en la primera década del siglo XXI los caldenes forman parques y bosques llamados caldenales que se extienden siguiendo aproximadamente la franja de isohietas que van de los 550 mm/año (al este) y los 450 mm/año (al oeste), esto es: una diagonal que corre por el sudeste de la provincia de San Luis ("Montes del Bagual") y sudoeste de la provincia de Córdoba ("Montes del Cuero"), surca  sesgadamente  el medio de la provincia de La Pampa hasta llegar al extremo sudoeste del interior de la Provincia de Buenos Aires, en estas zonas otro nombre autóctono del caldén es huitrú. Los ingleses explotaron ferozmente esta especie para alimentar las hornallas de las locomotoras con su leña, aunque también se lo usó para postes, elaborar bebederos para el ganado y abastecer de leña las cocinas de la provincia de Buenos Aires. Su nombre proviene, de hecho, de las calderas.
El caldén es uno de los Prosopis más añosos y de los que mayor altura alcanzan, presentando además una amplia copa que le da ese aspecto aparasolado. Su crecimiento es lento, por lo que la tala y los incendios lo han afectado más que a otras especies del género.

## Montes de caldenes
El Parque Luro, a 35 km de la ciudad capital de La Pampa, Santa Rosa, es quizás la mayor reserva natural de caldenes en el mundo, con médanos, lagunas y flora y fauna del monte pampeano. Otras importantes son la Reserva Provincial del Caldén en el sudoeste de la provincia de Córdoba (cerca de Villa Huidobro) y la Reserva del Caldenal Puntano en el extremo sudeste de la provincia de San Luis, que comparte con La Pampa. En el sudoeste de esta última existe -abarcando el parque nacional Lihué Calel- otro importante monte de caldenes.

## Véase además
- Distrito fitogeográfico del caldén